# Рубцов, Михаил Владимирович
Михаи́л Влади́мирович Рубцо́в (19 августа 1937 — 25 сентября 2015) — советский и российский учёный в области лесоведения и лесоводства, член-корреспондент РАСХН (1997), член-корреспондент РАН (2014).

## Биография
Родился в Москве. Окончил Московский лесотехнический институт (1959, по распределению работал помощником таксатора Первой Московской аэрофотоустроительной экспедиции В/О «Леспроект») и аспирантуру Ленинградской лесотехнической академии им. С. М. Кирова (1961—1964).
В 1965—1987 гг. старший инженер, главный специалист отдела, начальник отдела, заведующий лабораторией Всесоюзного проектно-изыскательского института «Союзгипролесхоз». В 1987—1988 заведующий лабораторией ВНИИ химизации лесного хозяйства. В 1989—1991 зав. отделом Всесоюзного н.-и. информационного центра по лесным ресурсам СССР.
С 1992 г. в Институте лесоведения РАН: заведующий лабораторией (1992—2007), с 2008 г. — главный научный сотрудник.
Похоронен на Перловском кладбище в Москве (уч. 8).
Научные интересы: организация рационального лесного хозяйства в защитных и водоохранных лесах, оценка влияния леса на объём и качество водных ресурсов.

## Звания и награды
Доктор с.-х. наук (1982), профессор (1994), член-корреспондент РАСХН (1997), член-корреспондент РАН (2014).
Заслуженный лесовод Российской Федерации (1991). Награждён золотой медалью им. Г. Ф. Морозова (2007), серебряными медалями ВДНХ.

## Научные труды
Опубликовал свыше 100 научных трудов, в том числе более 40 книг и брошюр.
Сочинения:
- Экономическая оценка способов рубок главного пользования. — М., 1968. — 41 с.
- Защитно-водоохранные леса. — М.: Лесн. пром-сть, 1972. — 120 с.
- Влияние лесов Европейского Севера СССР на воспроизводство ценных видов рыб / соавт. Ю. Н. Салмина. — М., 1978. — 42 с. — (Сер. Охрана природы: обзор. информ. / ВНИИТЭИСХ).
- Защитная функция лесов вдоль таёжных рек. — М.: Лесн. пром-сть, 1983. — 192 с.
- Водорегулирующая роль таёжных лесов / соавт.: А. А. Дерюгин и др. — М.: Агропромиздат, 1990. — 223 с.
- Закономерности роста ели под пологом березняков в онтоценогенезе древостоев / соавт. А. А. Дерюгин // Лесоведение. 2002. № 5. С. 18-25.